# Kostrzynek
Kostrzynek (niem. Küstrinchen) – osada w Polsce, położona w województwie wielkopolskim, w powiecie pilskim, w gminie Wysoka. Wchodzi w skład sołectwa Mościska.
W latach 1975–1998 osada należała administracyjnie do województwa pilskiego.
W miejscowości był przystanek kolei wąskotorowej Kostrzynek.